# Sydslaviska språk

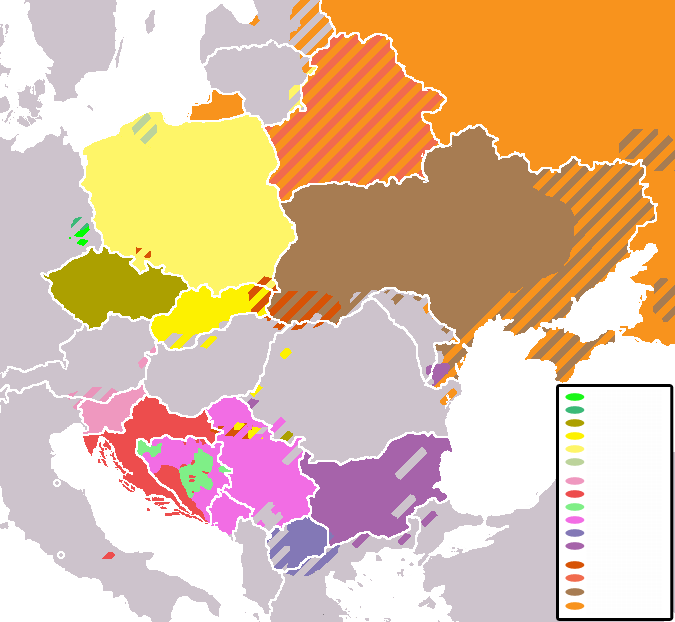
Karta över de slaviska språken i Europa.

Sydslaviska språken är en undergrupp av de slaviska språken. Till de sydslaviska språken räknas serbiska, montenegrinska, bosniska, kroatiska, makedonska, slovenska, bulgariska och det gamla kyrkospråket kyrkslaviska. 

## Indelning
De sydslaviska språken är uppdelade i två undergrupper; sydöstslaviska språk och sydvästslaviska språk.

### Sydöstslaviska språk

Sydslaviskt dialektkontinuum med primära dialektgrupper.

- Bulgariska
- Makedonska
- Kyrkslaviska

### Sydvästslaviska språk
- Bosniska
- Kroatiska
- Montenegrinska
- Serbiska
- Slovenska

## Språk och dialekter
De sydslaviska språken är nära besläktade och det förekommer en glidande övergång dem emellan. Det sydslaviska språkområdet är ett dialektkontinuum.

### Sydöstslaviska språk och dialekter
Bulgariska och makedonska har stora likheter i den grammatiska strukturen och är också lexikaliskt närbesläktade. Tillsammans med bland annat grekiska, rumänska och albanska ingår språken i det balkanska språkförbundet. "Bryggan" till de sydvästslaviska språken går via den torlakiska dialekten.

### Sydvästslaviska språk och dialekter
Standardiserad serbiska, kroatiska, bosniska och montenegrinska bygger på den štokaviska dialekten vilket gör att det förekommer ömsesidig begriplighet mellan talare av dessa språk. På grund av detta finns det lingvister och språkvetare som menar att dessa språk är att betrakta som ett gemensamt språk. Under 1800-talet myntades termen serbokroatiska som en gemensam beteckning för dessa språk. Trots visst motstånd kom denna term att anammas av politiska skäl inom Jugoslavien, en tidigare sydslavisk statsbildning i sydöstra Europa, där "serbokroatiska" kom att vara officiellt språk 1954–1992. Motståndare av denna förändring hävdade att språken visserligen är lika men för olika för att betraktas som ett språk vilket bland annat hävdas av Kroatiska konst- och vetenskapsakademien.
I Sverige använder myndigheterna ofta begreppet BKS som är en förkortning av bosniska, kroatiska och serbiska. Till exempel utger Skolverket en kursplan på BKS.
I Kroatien har standardspråket som bygger på den štokaviska dialekten kommit att påverkas av två övriga dialekter, čakaviska och kajkaviska, där den sistnämnda dialekten bildar en "brygga" till slovenskan, speciellt till den pannoniska dialekten i slovenska Prekmurje, ett område som under Habsburgska styret löd under Zagrebs stift. 
Slovenskan karaktäriseras av en stor dialektal diversitet (48 dialekter i 8 regionala grupper). Slovenska språket är inte direkt ömsesidigt begripligt med andra sydvästslaviska språk. Kroatisk kajkaviska är dock i varierande grad relativt begripligt för en sloven, beroende på vilken dialektgrupp som slovenen tillhör, medan fonetiska, lexikala och grammatiska skillnader mellan slovenskan och kroatisk čakavisk dialekt, samt kroatiska, bosniska, serbiska och montenegrinska standardspråk, gör dessa betydligt mindre begripliga för en sloven. I slovenskan finns också isoglosser, såsom grammatiska och lexikala likheter, delade med västslaviska språk , speciellt med tjeckiskan och slovakiskan, vilket tyder på att slovenskan är en gammal "brygga" mellan syd- och västslaviska språk. Intressant nog verkar även den kroatiska kajkaviskan dela unika isoglosser med den centrala slovakiska dialekten. Fram till tidig medeltid var det geografiska område (Österrike och Ungern) som nu separerar syd- och västslaviska områden befolkat av slaviskspråkiga, med ett dialektkontinuum mellan det som blev syd- och västslaviska språk. Dessa gamla "språkbryggor" mellan syd- och västslaviska områden upplöstes sedan ungrarna intagit Donaubäckenet, slovenerna hamnat under tyskspråkigt styre och bayersk invandring till det slovenskspråkiga området i Alperna skedde. En studie publicerad 2013 av de slaviska språkens evolutionära släktskap (fylogeni), beräknad med två olika modeller utifrån lexikala och grammatiska data för språken, ger också stöd för att slovenskan är nära släkt med både syd- och västslaviska språk . Modellberäkningarna visar att slovenskan kan ha avskiljts till en egen gren i det slaviska språkträdet innan grupperingarna väst-, öst- och sydslaviska språk uppkom, alternativt avskiljdes tidigast från en gren som senare gav upphov till de västslaviska språken tjeckiska och slovakiska, samt andra sydslaviska språk. 
I Bosnien och Hercegovina är bosniska, kroatiska och serbiska officiella språk. Utöver dessa språk är montenegrinskan ett av de officiella språken i Montenegro. I Serbien är serbiskan officiellt språk och i Kroatien är kroatiskan ett officiellt språk. I Kosovo är de officiella språken albanska och serbiska. Slovenska är officiellt språk i Slovenien.

## Språkträd
- Indoeuropeiska språk
  - Satemspråk
    - Baltoslaviska språk
      - Slaviska språk
        - Sydslaviska språk
          - Sydöstslaviska språk
            - Bulgariska
            - Makedonska
            - Äldre kyrkslaviska †
              - Kyrkslaviska †

          - Sydvästslaviska språk
            - Slovenska
            - Serbiska
            - Kroatiska
            - Bosniska
            - Montenegrinska